# IS20 Tour
IS20 Tour foi a décima segunda turnê oficial da cantora brasileira Ivete Sangalo, iniciada em 2014 para a divulgação de seu álbum Ivete Sangalo 20 Anos. A turnê estreou em Vitória (ES), para um público de 20 mil pessoas com ingressos esgotados.

## Antecedentes
O álbum Ivete Sangalo 20 Anos foi gravado durante uma apresentação realizada na Arena Fonte Nova, em Salvador, para 50 mil pessoas, no dia 14 de dezembro de 2013. O álbum foi lançado no dia 6 de maio de 2014, comemorando 20 anos de carreira da cantora, tendo como singles "Tempo de Alegria", "Amor Que Não Sai", "Beijo de Hortelã" e "Pra Frente". O álbum conta com as participações dos cantores brasileiros Bell Marques, ex-vocalista da banda Chiclete com Banana, Alexandre Pires, Saulo, ex-vocalista da Banda Eva, e Alexandre Carlo, vocalista da banda de reggae Natiruts. O repertório revisita sucessos antigos e mais recentes, além de apresentar versões de canções famosas de artistas internacionais como Bob Marley, Smokey Robinson e Stevie Wonder.

## Desenvolvimento
A turnê estreou em 2 de agosto em Vitória, Espírito Santo, sendo a segunda vez que uma digressão começa fora do nordeste. O repertório foi constituído de grandes sucessos dos 20 anos de carreira de Ivete, incluindo algumas já não interpretadas por ela há algum tempo, como "Manda Ver", "Adeus Bye Bye", "Tum, Tum, Goiaba", "Fã" e "Pra Sempre Ter Você". Também foram incluídas versões de "Could You Be Loved", de Bob Marley, "Faraó Divindade do Egito", de Margareth Menezes, "Ladeira do Pelô", de Olodum e "Doce Obsessão", de Cheiro de Amor. O diferencial da turnê foi a interatividade entre palco e trio elétrico, onde Ivete começava o show em cima do convencional e, em certo ponto, se transferia para o viículo, atravessando em meio ao público.
A parte técnica trouxe um painel de LED de 1200m², assinado pela marca Cia. Marítima. Os shows foram divididos em cinco blocos, sendo o primeiro onde Ivete entra por um elevador no centro do palco, seguido por outro trazendo as faixas coreografadas. No terceiro bloco, a Igreja do Bonfim é retratada ao fundo, com Ivete sob as vestes tradicionais das baianas de vestido rodado de renda. No bloco das lentas Ivete canta com seu violão num longo vestido vermelho da marca Printing e confeccionado com 15 mil cristais. O último bloco é sob um trio elétrico – o qual o contratante poderia escolher pelo real ou pelo figurativo em paineis de LED.
Em Fortaleza foi realizado um show com 45 mil ingressos vendidos para o show da turnê na Arena Castelão.

## Repertório
1. "Tempo de Alegria"
2. "Acelera Aê (Noite do Bem)" / "Festa" / Sorte Grande"
3. "Na Base do Beijo" / "Manda Ver"
4. "Dançando"
5. "Vejo o Sol e a Lua"
6. "Obediente"
7. "Pra Frente"
8. "Levada Louca"
9. "Flor do Reggae" / "Mega Beijo"
10. "Amor Que Não Sai"
11. "Could You Be Loved" (cover de Bob Marley)
12. "Adeus Bye Bye"
13. "Muito Obrigado Axé"
14. "Beleza Rara" / "Tum, Tum, Goiaba" / "Pra Sempre Ter Você" / "Fã" / "Miragem" / "Eva"
15. "Me Engana que Eu Gosto"
16. "Faraó Divindade do Egito" (cover de Margareth Menezes) / "Ladeira do Pelô" (cover de Bamdamel) / "Doce Obsessão" (cover de Cheiro de Amor)
17. "Beijo de Hortelã"
18. "Só Num Sonho"
19. "Se Eu Não Te Amasse Tanto Assim" / "Quando a Chuva Passar"
20. "Faz Tempo" / "Deixo"
21. "Real Fantasia"
22. "Cadê Dalila?"
23. "O Farol" (a partir de dezembro de 2015)
24. "Empurra-Empurra" / "Arerê"

1. "Pra Frente"
2. "Levada Louca"
3. "Cadê Dalila?"
4. "Bota Pra Ferver" (cover de Asa de Águia)
5. "Empurra-Empurra" / "Arerê"
6. "Dançando"
7. "Céu da Boca"
8. "Na Base do Beijo" / "Manda Ver"
9. "Obediente"
10. "Flores (Sonho Épico)"
11. "Tô na Rua"
12. "Flor do Reggae" / "Mega Beijo"
13. "Amor que Não Sai"
14. "Beleza Rara" / "Tum, Tum, Goiaba" / "Pra Sempre Ter Você" / "Fã" / "Miragem" / "Eva"
15. "Faraó Divindade do Egito" (cover de Margareth Menezes) / "Ladeira do Pelô" (cover de Bamdamel) / "Doce Obsessão" (cover de Cheiro de Amor)
16. "Beijo de Hortelã"
17. "Vingança do Amor"
18. "Tempo de Alegria"

## Datas
| Data                    | Cidade                                                           | País                                                             | Extras                                                           |
| ----------------------- | ---------------------------------------------------------------- | ---------------------------------------------------------------- | ---------------------------------------------------------------- |
| América do Sul          |                                                                  |                                                                  |                                                                  |
| 2 de agosto de 2014     | Vitória                                                          | Brasil                                                           | Pavilhão de Carapina                                             |
| 7 de agosto de 2014     | Nova Iguaçu                                                      | Brasil                                                           |                                                                  |
| 8 de agosto de 2014     | Jaraguá do Sul                                                   | Brasil                                                           | Arena Jaraguá                                                    |
| 9 de agosto de 2014     | Florianópolis                                                    | Brasil                                                           | Stage Music Park                                                 |
| 15 de agosto de 2014    | Belo Horizonte                                                   | Brasil                                                           | Axé Brasil                                                       |
| 16 de agosto de 2014    | Recife                                                           | Brasil                                                           | Centro de Convenções de Pernambuco                               |
| 22 de agosto de 2014    | Manaus                                                           | Brasil                                                           | Arena Amazônia                                                   |
| 23 de agosto de 2014    | Belém                                                            | Brasil                                                           | Cidade Folia                                                     |
| 24 de agosto de 2014    | Recife                                                           | Brasil                                                           | Centro de Convenções de Recife                                   |
| 28 de agosto de 2014    | São Paulo                                                        | Brasil                                                           | Espaço das Américas                                              |
| 29 de agosto de 2014    | São Paulo                                                        | Brasil                                                           | Espaço das Américas                                              |
| América do Norte        |                                                                  |                                                                  |                                                                  |
| 31 de agosto de 2014    | Nova York                                                        | Estados Unidos                                                   | Brazilian Day                                                    |
| América do Sul          |                                                                  |                                                                  |                                                                  |
| 5 de setembro de 2014   | Mata de São João                                                 | Brasil                                                           | Sauípe Folia                                                     |
| 6 de setembro de 2014   | Paulo Afonso                                                     | Brasil                                                           | Parque de Exposições                                             |
| 7 de setembro de 2014   | Serrinha                                                         | Brasil                                                           |                                                                  |
| 12 de setembro de 2014  | Luis Eduardo Magalhães                                           | Brasil                                                           |                                                                  |
| 13 de setembro de 2014  | Castanhal                                                        | Brasil                                                           |                                                                  |
| 14 de setembro de 2014  | Salvador                                                         | Brasil                                                           | Salvador Fest 2014                                               |
| 1 de outubro de 2014    | São Paulo                                                        | Brasil                                                           | Espaço das Américas                                              |
| 2 de outubro de 2014    | São Paulo                                                        | Brasil                                                           | Espaço das Américas                                              |
| 3 de outubro de 2014    | São José dos Campos                                              | Brasil                                                           | Luso Brasileiro                                                  |
| 9 de outubro de 2014    | Recife                                                           | Brasil                                                           | Show Intimista                                                   |
| 10 de outubro de 2014   | Novo Horizonte                                                   | Brasil                                                           |                                                                  |
| 11 de outubro de 2014   | Boituva                                                          | Brasil                                                           |                                                                  |
| 15 de outubro de 2014   | Porto Seguro                                                     | Brasil                                                           |                                                                  |
| 18 de outubro de 2014   | Juiz de Fora                                                     | Brasil                                                           |                                                                  |
| 24 de outubro de 2014   | Novo Hamburgo                                                    | Brasil                                                           |                                                                  |
| 25 de outubro de 2014   | Jaguariúna                                                       | Brasil                                                           |                                                                  |
| 26 de outubro de 2014   | São Paulo                                                        | Brasil                                                           | Espaço das Américas                                              |
| 31 de outubro de 2014   | Ribeirão Preto                                                   | Brasil                                                           |                                                                  |
| 1 de novembro de 2014   | Campos dos Goytacazes                                            | Brasil                                                           |                                                                  |
| 14 de novembro de 2014  | Irecê                                                            | Brasil                                                           |                                                                  |
| 15 de novembro de 2014  | Caculé                                                           | Brasil                                                           |                                                                  |
| 20 de novembro de 2014  | Curitiba                                                         | Brasil                                                           |                                                                  |
| 22 de novembro de 2014  | Florianópolis                                                    | Brasil                                                           | Folianópolis                                                     |
| 25 de novembro de 2014  | São Paulo                                                        | Brasil                                                           |                                                                  |
| 28 de novembro de 2014  | Balneário Camboriú                                               | Brasil                                                           | Music Park                                                       |
| 29 de novembro de 2014  | Ponta Grossa                                                     | Brasil                                                           | München Fest de Ponta Grossa                                     |
| 7 de dezembro de 2014   | Natal                                                            | Brasil                                                           | Arena das Dunas                                                  |
| 13 de dezembro de 2014  | Rio de Janeiro                                                   | Brasil                                                           | Vivo Rio                                                         |
| 14 de dezembro de 2014  | Rio de Janeiro                                                   | Brasil                                                           | Vivo Rio                                                         |
| 27 de dezembro de 2014  | Maceió                                                           | Brasil                                                           | Pré-Réveillon Absoluto                                           |
| 28 de dezembro de 2014  | Ilhéus                                                           | Brasil                                                           | Batuba Beach                                                     |
| 29 de dezembro de 2014  | Porto Seguro                                                     | Brasil                                                           | Arena Axé Moi                                                    |
| 31 de dezembro de 2014  | Salvador                                                         | Brasil                                                           | Réveillon                                                        |
| 3 de janeiro de 2015    | Guarapari                                                        | Brasil                                                           | Arena Guarapari                                                  |
| 11 de janeiro de 2015   | Cabedelo                                                         | Brasil                                                           | Fest Verão Paraíba                                               |
| 17 de janeiro de 2015   | Mata de São João                                                 | Brasil                                                           | Cerveja & Cia. Folia                                             |
| 18 de janeiro de 2015   | Caculé                                                           | Brasil                                                           | Espaço Bacurau                                                   |
| 23 de janeiro de 2015   | Salvador                                                         | Brasil                                                           | Festival de Verão de Salvador                                    |
| 24 de janeiro de 2015   | Olinda                                                           | Brasil                                                           | Chevrolet Hall                                                   |
| 30 de janeiro de 2015   | Xangri-lá                                                        | Brasil                                                           | Planeta Atlântida                                                |
| 31 de janeiro de 2015   | Recife                                                           | Brasil                                                           | Clube Internacional do Recife                                    |
| 8 de fevereiro de 2015  | Recife                                                           | Brasil                                                           | Olinda Beer 2015                                                 |
| 14 de fevereiro de 2015 | Salvador                                                         | Brasil                                                           | Carnaval                                                         |
| 15 de fevereiro de 2015 | Salvador                                                         | Brasil                                                           | Carnaval                                                         |
| 16 de fevereiro de 2015 | Salvador                                                         | Brasil                                                           | Carnaval                                                         |
| 17 de fevereiro de 2015 | Votuporanga                                                      | Brasil                                                           | Terra da Folia                                                   |
| Europa                  |                                                                  |                                                                  |                                                                  |
| 13 de março de 2015     | Lisboa                                                           | Portugal                                                         | MEO Arena                                                        |
| 14 de março de 2015     | Guimarães                                                        | Portugal                                                         | Pavilhão Multiusos                                               |
| América do Sul          |                                                                  |                                                                  |                                                                  |
| 4 de abril de 2015      | Estância                                                         | Brasil                                                           |                                                                  |
| 17 de abril de 2015     | Itaperuna                                                        | Brasil                                                           |                                                                  |
| 18 de abril de 2015     | Jales                                                            | Brasil                                                           |                                                                  |
| 23 de abril de 2015     | Feira de Santana                                                 | Brasil                                                           |                                                                  |
| 2 de maio de 2015       | Governador Valadares                                             | Brasil                                                           |                                                                  |
| América do Norte        |                                                                  |                                                                  |                                                                  |
| 15 de maio de 2015      | Las Vegas                                                        | Estados Unidos                                                   | Rock in Rio Las Vegas                                            |
| América do Sul          |                                                                  |                                                                  |                                                                  |
| 23 de maio de 2015      | Recife                                                           | Brasil                                                           |                                                                  |
| 30 de maio de 2015      | Belo Horizonte                                                   | Brasil                                                           |                                                                  |
| 4 de junho de 2015      | Pedro Leopoldo                                                   | Brasil                                                           |                                                                  |
| 6 de junho de 2015      | Alegre                                                           | Brasil                                                           |                                                                  |
| 19 de junho de 2015     | Ibicuí                                                           | Brasil                                                           |                                                                  |
| 10 de julho de 2015     | São Paulo                                                        | Brasil                                                           |                                                                  |
| 17 de julho de 2015     | Crato                                                            | Brasil                                                           |                                                                  |
| 18 de julho de 2015     | São Gotardo                                                      | Brasil                                                           |                                                                  |
| 24 de julho de 2015     | Bacabal                                                          | Brasil                                                           |                                                                  |
| 26 de julho de 2015     | Fortaleza                                                        | Brasil                                                           | Fortal                                                           |
| 31 de julho de 2015     | Rio de Janeiro                                                   | Brasil                                                           | Chá da Alice                                                     |
| 1 de agosto de 2015     | Vitória                                                          | Brasil                                                           |                                                                  |
| 21 de agosto de 2015    | São Paulo                                                        | Brasil                                                           | Espaço das Américas                                              |
| 22 de agosto de 2015    | São Paulo                                                        | Brasil                                                           |                                                                  |
| 28 de agosto de 2015    | Vitória da Conquista                                             | Brasil                                                           | Festival de Inverno                                              |
| 6 de setembro de 2015   | Goiânia                                                          | Brasil                                                           | Villa Mix                                                        |
| 19 de setembro de 2015  | Santo Antônio de Jesus                                           | Brasil                                                           |                                                                  |
| 20 de setembro de 2015  | Salvador                                                         | Brasil                                                           | Salvador Fest 2015                                               |
| 10 de outubro de 2015   | Alfenas                                                          | Brasil                                                           |                                                                  |
| 12 de outubro de 2015   | Porto Seguro                                                     | Brasil                                                           |                                                                  |
| 18 de outubro de 2015   | Teresina                                                         | Brasil                                                           |                                                                  |
| 24 de outubro de 2015   | Ribeirão Preto                                                   | Brasil                                                           | VillaMix Festival                                                |
| 1 de novembro de 2015   | Florianópolis                                                    | Brasil                                                           |                                                                  |
| 5 de novembro de 2015   | Recife                                                           | Brasil                                                           |                                                                  |
| 6 de novembro de 2015   | Petrolina                                                        | Brasil                                                           |                                                                  |
| 7 de novembro de 2015   | Belo Horizonte                                                   | Brasil                                                           |                                                                  |
| 15 de novembro de 2015  | Rio de Janeiro                                                   | Brasil                                                           | Maratona da Alegria 2015                                         |
| 21 de novembro de 2015  | Valença                                                          | Brasil                                                           | Estádio Municipal de Valença                                     |
| 28 de novembro de 2015  | Santos                                                           | Brasil                                                           |                                                                  |
| 6 de dezembro de 2015   | Natal                                                            | Brasil                                                           | Carnatal                                                         |
| 12 de dezembro de 2015  | São Paulo                                                        | Brasil                                                           |                                                                  |
| 18 de dezembro de 2015  | Salvador                                                         | Brasil                                                           | Itaipava Arena Fonte Nova                                        |
| 19 de dezembro de 2015  | Guanambi                                                         | Brasil                                                           |                                                                  |
| 20 de dezembro de 2015  | Barreiras                                                        | Brasil                                                           |                                                                  |
| 27 de dezembro de 2015  | Ilhéus                                                           | Brasil                                                           |                                                                  |
| 29 de dezembro de 2015  | Porto Seguro                                                     | Brasil                                                           |                                                                  |
| 31 de dezembro de 2015  | Salvador                                                         | Brasil                                                           | Praça Visconde de Cairu                                          |
| 31 de dezembro de 2015  | Praia de Guarajuba                                               | Brasil                                                           |                                                                  |
| 2 de janeiro de 2016    | Guarapari                                                        | Brasil                                                           | Arena Pedreira                                                   |
| 8 de janeiro de 2016    | Fortaleza                                                        | Brasil                                                           | Arena Castelão                                                   |
| 10 de janeiro de 2016   | João Pessoa                                                      | Brasil                                                           | Praia de Intermares                                              |
| 15 de janeiro de 2016   | Recife                                                           | Brasil                                                           | Clube Português do Recife                                        |
| 16 de janeiro de 2016   | Itaparica                                                        | Brasil                                                           | Praia do Forte                                                   |
| 22 de janeiro de 2016   | Aracaju                                                          | Brasil                                                           | Fest Verão Sergipe 2016                                          |
| 23 de janeiro de 2016   | São Paulo                                                        | Brasil                                                           | CarnaUOL 2016                                                    |
| 24 de janeiro de 2016   | Juazeiro                                                         | Brasil                                                           |                                                                  |
| 6 de fevereiro de 2016  | Salvador                                                         | Brasil                                                           | Carnaval de Salvador                                             |
| 7 de fevereiro de 2016  | Salvador                                                         | Brasil                                                           | Carnaval de Salvador                                             |
| 8 de fevereiro de 2016  | Salvador                                                         | Brasil                                                           | Carnaval de Salvador                                             |
| 9 de fevereiro de 2016  | Salvador                                                         | Brasil                                                           | Carnaval de Salvador                                             |
| Fevereiro–Março de 2016 | Pausa para as etapas de treino e shows ao vivo do The Voice Kids | Pausa para as etapas de treino e shows ao vivo do The Voice Kids | Pausa para as etapas de treino e shows ao vivo do The Voice Kids |
| 8 de abril de 2016      | Porto Seguro                                                     | Brasil                                                           | Teatro L'Occitane                                                |
| 9 de abril de 2016      | Porto Seguro                                                     | Brasil                                                           | Teatro L'Occitane                                                |
| 23 de maio de 2016      | Gramado                                                          | Brasil                                                           | Hotel Wish Serrano Resort                                        |
| 24 de maio de 2016      | Ibicuí                                                           | Brasil                                                           |                                                                  |
| Europa                  |                                                                  |                                                                  |                                                                  |
| 26 de maio de 2016      | Amsterdã                                                         | Países Baixos                                                    | Heineken Music Hall                                              |
| 28 de maio de 2016      | Lisboa                                                           | Portugal                                                         | Rock in Rio Lisboa VII                                           |
| 29 de maio de 2016      | Lisboa                                                           | Portugal                                                         | Rock in Rio Lisboa VII                                           |
| América do Sul          |                                                                  |                                                                  |                                                                  |
| 4 de junho de 2016      | Salvador                                                         | Brasil                                                           | Arraiá do Galinho 2016                                           |
| 10 de junho de 2016     | São Paulo                                                        | Brasil                                                           | Centro Luiz Gonzaga de Tradições Nordestinas                     |
| 11 de junho de 2016     | São Bernardo do Campo                                            | Brasil                                                           | Estância Alto da Serra                                           |
| 18 de junho de 2016     | Fortaleza                                                        | Brasil                                                           |                                                                  |
| 24 de junho de 2016     | Ibicuí                                                           | Brasil                                                           |                                                                  |
| 25 de junho de 2016     | Euclides da Cunha                                                | Brasil                                                           |                                                                  |
| 26 de junho de 2016     | Caruaru                                                          | Brasil                                                           |                                                                  |
| 1 de julho de 2016      | Rio de Janeiro                                                   | Brasil                                                           | Barra Music                                                      |
| 2 de julho de 2016      | Catu                                                             | Brasil                                                           | Arena Bongo                                                      |
| 8 de julho de 2016      | Montes Claros                                                    | Brasil                                                           |                                                                  |
| 9 de julho de 2016      | Belo Horizonte                                                   | Brasil                                                           |                                                                  |
| 15 de julho de 2016     | Bacabal                                                          | Brasil                                                           | Centro Cultural José Vieira Lins                                 |
| 16 de julho de 2016     | Bragança                                                         | Brasil                                                           | Espaço BragaShow                                                 |
| 22 de julho de 2016     | São Paulo                                                        | Brasil                                                           | Citibank Hall                                                    |
| 24 de julho de 2016     | Fortaleza                                                        | Brasil                                                           |                                                                  |
| 2 de agosto de 2016     | São Paulo                                                        | Brasil                                                           |                                                                  |
| 12 de agosto de 2016    | Urussanga                                                        | Brasil                                                           | Cervejaria do Gordo                                              |